# Consolida olopetala
Consolida olopetala là một loài thực vật có hoa trong họ Mao lương. Loài này được (Boiss.) Hayek mô tả khoa học đầu tiên năm 1924.